# Zakaria Zubeidi
Zakaria Zubeidi ou Zakaria Al-Zoubeidi ou Zakaria Muhammad Abd al-Rahman al-Zubaidi (en arabe : زكرية الزبيدي, né en 1976) est un militant indépendantiste palestinien appartenant aux Brigades des martyrs d'Al-Aqsa du mouvement Fatah à Jénine, en Cisjordanie.
Considéré comme l'un des symboles de la Seconde intifada contre l'occupation israélienne, il compte parmi les combattants palestiniens parmi les plus recherchés par Israël, qui lui attribue plusieurs attentats, et échappe à plusieurs tentatives d’assassinat durant les années 2000. 
Amnistié en 2007 dans le cadre d'un accord entre Israël et l'Autorité palestinienne, il s'investit dans la résistance pacifique et est élu en 2016 au sein du parlement du Fatah. Il est arrêté en 2019 par Israël, qui l'accuse d'avoir repris ses activités militaires, et est incarcéré jusqu'en 2025. 

## Débuts

### Enfance
Zakaria Zubeidi est né dans le camp de réfugiés de Jénine, dans le nord de la Cisjordanie, territoire palestinien occupé par Israël depuis 1967. La famille Zubeidi était originaire d'un village près de Césarée, d'où elle avait été expulsée lors de la « Nakba », en 1948.
Mohammed, le père de Zakaria Zubeidi, était professeur d'anglais et ouvrier dans une fonderie de fer israélienne. Il meurt d'un cancer et Samira, la mère de Zakaria, élève seule ses huit fils.
Tout jeune, Zakaria fréquente l'école de l'UNRWA dans le camp de réfugiés de Jénine.

### Entre théâtre et prison
En 1988, parce que sa famille habite dans le même bâtiment, il fréquente le théâtre pour enfants de Jénine d'Arna Mer-Khamis (une pacifiste israélienne), la Maison d'Arna, destiné à promouvoir la compréhension entre les Palestiniens et les Israéliens, où les enfants palestiniens expriment leurs frustrations et leurs peurs. Zachary, 12 ans, son frère aîné Daoud et quatre autres enfants du même âge sont le noyau de la distribution. La Maison d'Arna deviendra en 1993 le Stone Théâtre (en hommage à l'intifada des pierres).
Il indique avoir été blessé à la jambe par l’armée israélienne à l’âge de 13 ans, lors d’une opération militaire dans le camp durant la première intifada. Il reste depuis boiteux.
L'année suivante, en 1990, il est emprisonné pendant six mois pour des jets de pierre sur des soldats israéliens et ne fréquentera plus jamais l'école. Peu de temps après sa libération, il est remis en prison pour avoir lancé un cocktail Molotov et condamné à quatre ans et demi de prison. Il y apprend l'hébreu et rejoint le Fatah.

### Emplois
Lors de sa libération en 1993, après les accords d'Oslo, il s'exile à Jericho puis rejoint brièvement les forces de police de l'Autorité palestinienne à Jénine. Il exerce ensuite plusieurs métiers, notamment dans la construction.  
Ne pouvant toujours pas travailler légalement en Israël, il se met à y voler des voitures et en 1997, il est arrêté à bord de l'une d'elles et écope de quinze mois de prison. Libéré, il retourne à Jénine et devient chauffeur de camion, transportant des produits alimentaires mais il perd son emploi dans la violence et les fermetures qui marquent le début de la seconde Intifada.  

## Activités militaires et politiques

### 2002
Sa mère est tuée d'une balle perdue par l'armée israélienne, le 3 mars 2002, lors de la Seconde intifada.   

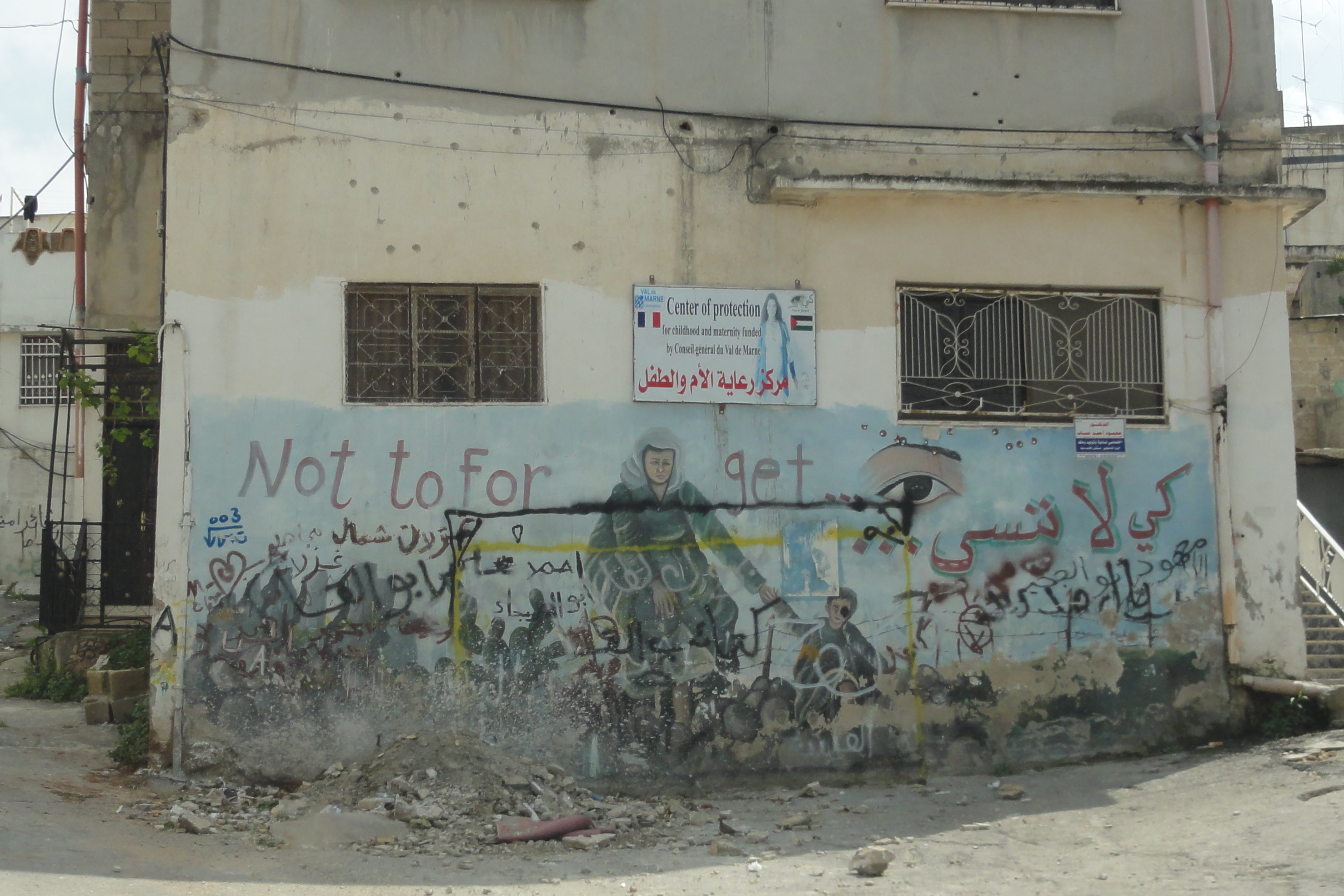
« A ne pas oublier » sur un mur de Jénine

Un mois plus tard, un kamikaze originaire de Jénine tue 29 Israéliens au Park Hotel de Netanya. En réaction, l'armée israélienne lance une offensive dans le camp de réfugiés de Jénine, démolissant des centaines de maisons, laissant 2 000 personnes sans abri. Dix jours de combats intensifs que Zubeidi qualifie de « terribles » tuent 52 Palestiniens et 23 soldats israéliens. Son frère Taha est au nombre des morts.  
Le meurtre de sa mère et de son frère l'incite à rejoindre les Brigades des martyrs d'Al Aqsa, une branche armée du Fatah, et à partir de l'été 2002 il s'implique dans la planification d'actions militaires en Cisjordanie et en Israël contre des cibles israéliennes. En novembre, il devient chef des Brigades des martyrs à Jénine.  
Certaines de ses activités sont réalisées en collaboration avec d'autres organisations telles que le Jihad islamique palestinien. Selon les services de sécurité israéliens, Zubeidi est responsable d’une attaque à Beit She’an contre un local du Likoud qui a fait 6 morts en 2002. Zakaria Zubeidi figurait sur la liste des Palestiniens les plus recherchés par Israël à la fin de l’Intifada.   

### 2003
En 2003, une bombe artisanale lui explose au visage, laissant sa peau grêlée par les éclats.
À l'été 2003, le Hamas, le Djihad islamique et le Fatah annoncent une trêve de trois mois avec Israël. Néanmoins, les Brigades des martyrs d’Al-Aqsa, et notamment Zakaria Zubeidi, critiquent cette initiative.
Zakaria Zubeidi est responsable de facto du droit et de l'ordre dans Jénine car selon lui l'Autorité palestinienne n'a aucune autorité dans cette ville. Il incite les Palestiniens à poursuivre l'Intifada contre Israël,. Lui-même assure à cette époque que « nous avons commencé avec des pierres et maintenant nous avons des roquettes Qassem. La prochaine fois, nous tirerons des missiles ». Il est alors le combattant palestinien le plus recherché par Israël,, qui tente de l'éliminer à plusieurs reprises mais il parvient à s'échapper. Il est également très populaire en Palestine, et en particulier à Jénine où il est considéré comme un héros.

### 2004
Tali Fahima, une militante pacifiste israélienne, se déplace chez-lui pour devenir un bouclier humain, après avoir appris qu'il était à la tête d'une liste de personnes à éliminer par les services de sécurité israéliens.  
Toujours en 2004, il apparaît dans le film documentaire, tourné deux ans auparavant, de Juliano Mer-Khamis (le fils d'Arna Mer-Khamis), Les Enfants d'Arna, qui remporte plusieurs prix en Europe et en Amérique mais au moment où le film reçoit cette reconnaissance internationale, tous ses principaux protagonistes sont déjà morts, sauf Zakaria Zubeidi. Le film raconte l'engagement de d'Arna Mer-Khamis pour créer une troupe théâtrale d’enfants à Jénine durant les années 1980, et Juliano s'intéresse au destin des anciens jeunes acteurs dont Zakaria Zubeidi, durant les quinze dernières années.

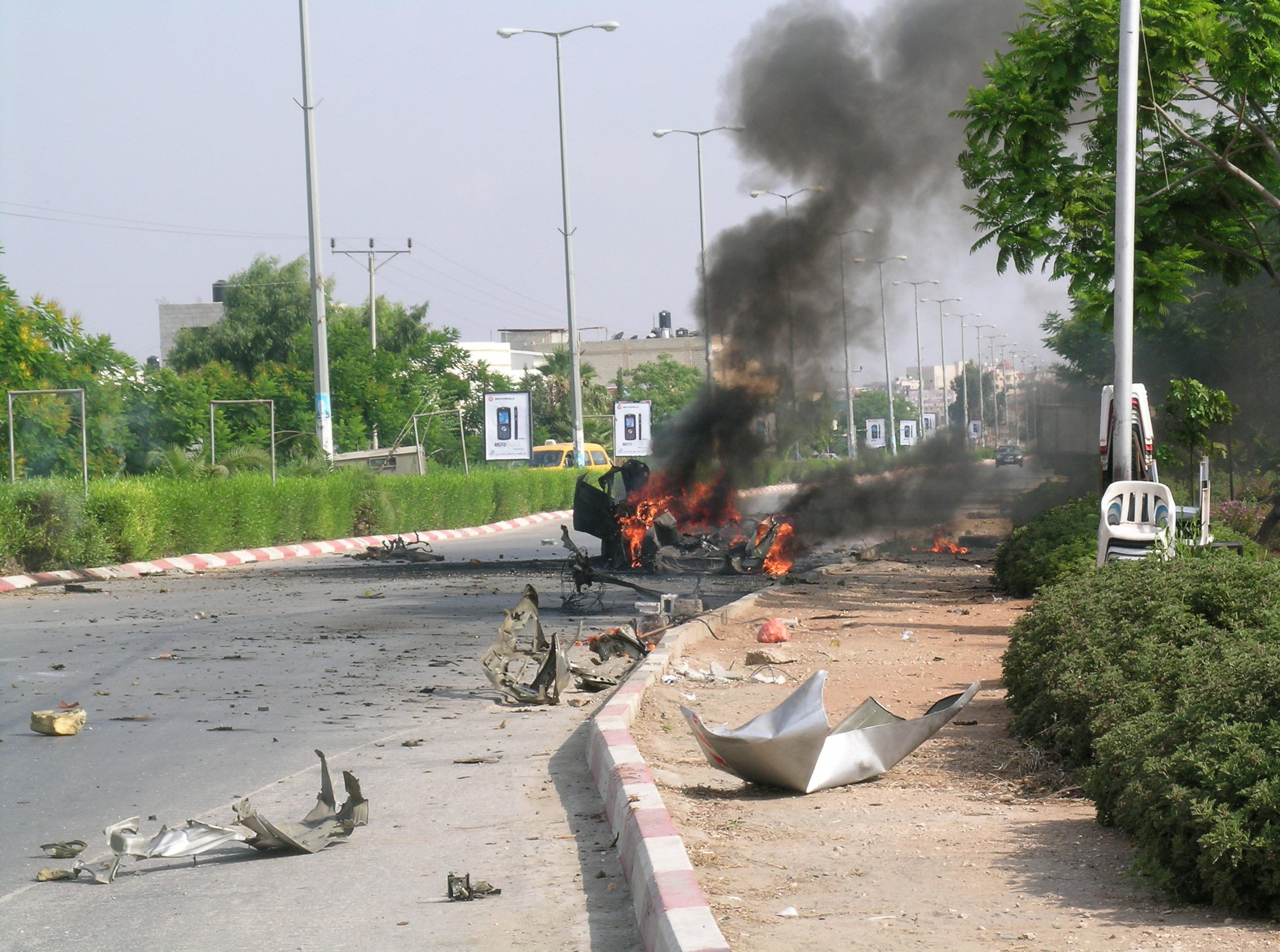
Véhicule explosé, Jénine, 2006

Il déclare cette année-là :  « L'intifada est à l'agonie. Ce sont les derniers moments... Non seulement l'intifada est un échec mais nous sommes un échec total : nous n'avons rien atteint en 50 ans de lutte... que notre survie ». A la quatrième tentative d'élimination par l'armée de Tsahal (IDF), il se considère comme un mort en sursis,.
Lors de l'élection présidentielle palestinienne de 2005, Zakaria Zubeidi approuve initialement Marwan Barghouti mais en raison de l'emprisonnement de celui-ci par Israël, il décide rapidement de donner son soutien à Mahmoud Abbas qui remporte l'élection.
Malgré ce soutien, Zakaria Zubeidi précise qu'il n'a pas confiance en Mahmoud Abbas à propos des aspirations palestiniennes sur le statut de Jérusalem et le droit au retour des réfugiés palestiniens. Des membres des Brigades des Martyrs d'Al-Aqsa incendient en juillet 2004 les bureaux du gouverneur de Jénine, Qaddura Mussa, et ceux des services de renseignement palestiniens. Zakaria Zubeida déclare que les militants ont incendié les bâtiments parce que des membres des services de renseignement les suivaient et qu'ils craignaient que leur localisation ne soit transmise à l'armée israélienne,,.

### 2005
Le 21 juin 2005, Zakaria Zubeidi rencontre une délégation écossaise de soutien à la Palestine dans le camp de réfugié de Jénine. Il leur fait visiter le camp et prend un repas avec eux dans un restaurant de la ville.

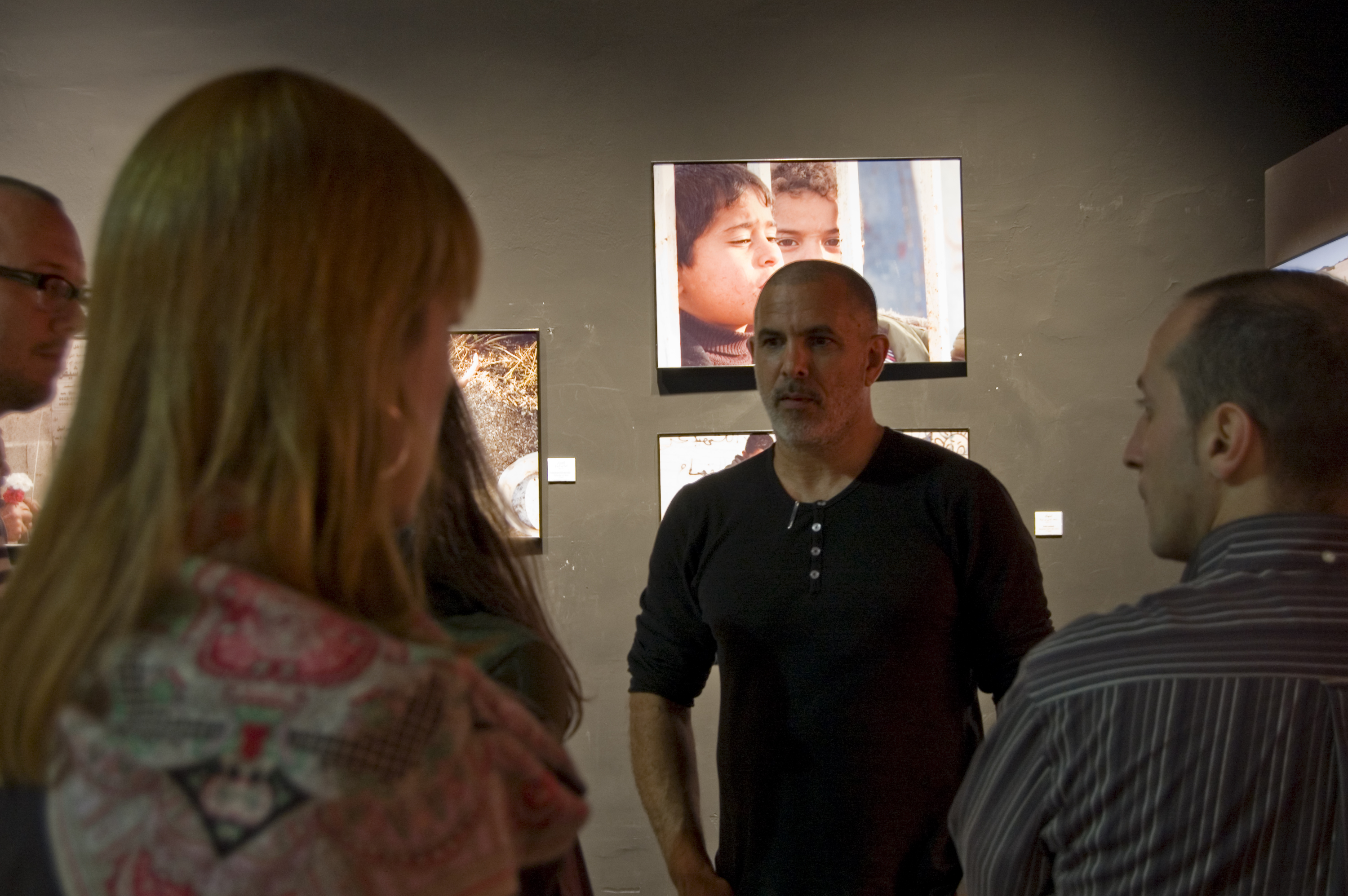
Juliano Mer-Khamis, Freedom Theatre, Jenine, 2010

En septembre 2005, après la mort de Samer Saadi et de deux autres militants indépendantistes, tués par l'armée israélienne à Jenine, Zakaria Zubaidi déclare que les Brigades des martyrs n'étaient plus engagées par le cessez-le-feu qu'elles avaient déclaré.
Il collabore alors avec l'acteur Juliano Mer-Khamis, poursuivant l’œuvre de sa mère Arna, ainsi qu'avec Jonatan Stanczak, militant israélo-suédois qui l'a mis en contact avec Mer-Khamis, et Dror Feiler, artiste israélo-suédois, dans la fondation d'un théâtre communautaire pour les enfants et les adultes de Jénine appelé « Théâtre de la Liberté »,,, où il est offert des opportunités aux enfants et aux jeunes du camp de réfugiés de Jénine de développer leurs talents, de se connaître soi-même et d’avoir confiance en soi en utilisant un processus créatif comme modèle de changement social. Les productions mises en scène par Juliano se veulent révolutionnaires (« intifada culturelle »).

## Amnistie
En avril 2007, Zakaria Zubeidi est touché par une balle israélienne mais les responsables de Tsahal affirment qu'il ne représente pas une cible à éliminer pour eux.  

Le 14 juillet 2007, il accepte de déposer les armes et de cesser le combat armé contre Israël dans le cadre d'un accord entre le Premier ministre d'Israël et l'Autorité palestinienne par lequel Israël amnistie des combattants des Brigades des martyrs d'Al Aqsa. L’État israélien voit alors en le Fatah un rempart contre la montée en puissance du Hamas,. Déçu tant par le processus de paix d’Oslo que par la lutte armée, il jugeait alors que « tout le sang que nous avons versé n’[avait] servi à rien ».

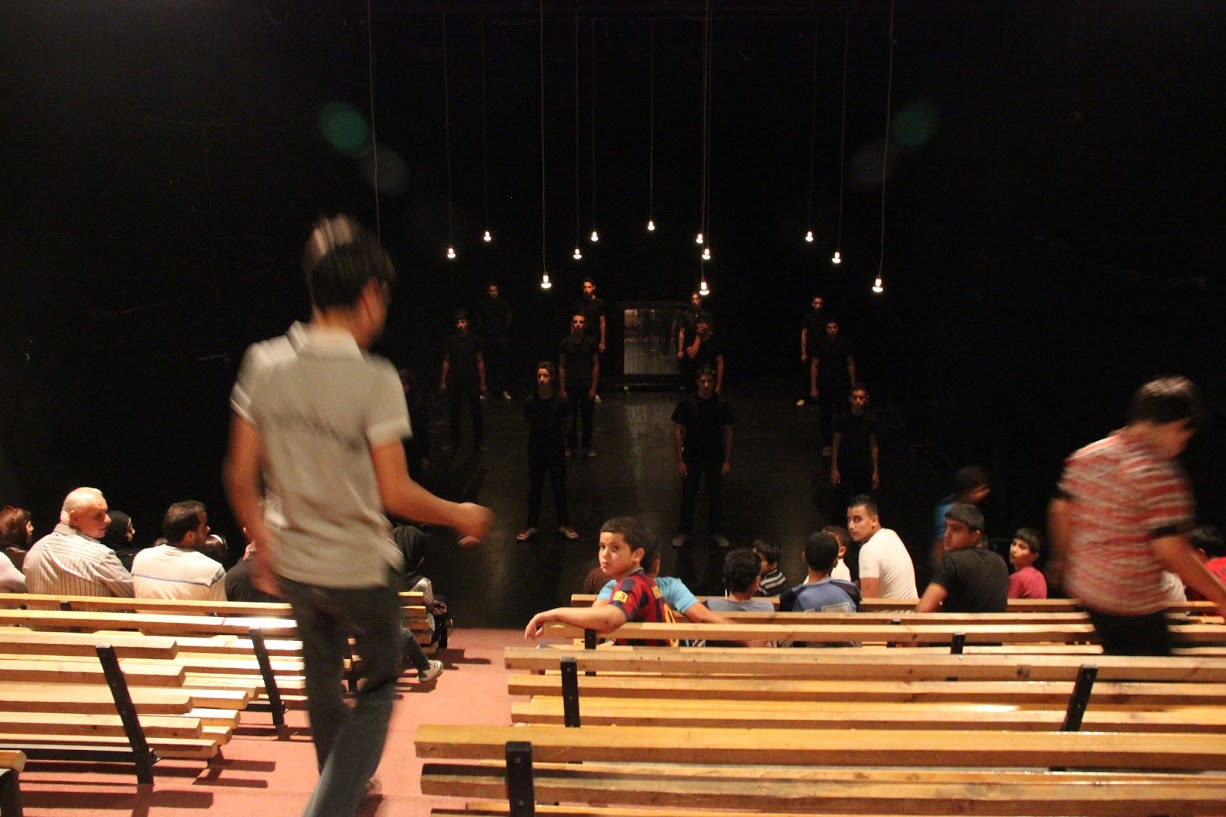
Représentation au Freedom Theatre, 2014

Il s'investit depuis 2008 dans la résistance non-violente dans le cadre du Théâtre de la liberté, de Juliano Mer-Khamis, le fils d'Arna, dont il devient directeur. Son ami Juliano Mer-Khamis est assassiné en mai 2011. 
Des députés de droite à la Knesset demandent le 6 août 2009 au tribunal militaire israélien à ce que l'amnistie de Zakaria Zubeidi soit révoquée.
En août 2009, Zakaria Zubeidi demande à ses compagnons du Fatah d'adopter un programme de résistance si les négociations de paix avec Israël échouent et de conduire une troisième Intifada. 

Il critique ouvertement l'Autorité palestinienne qui « en 18 ans de négociation » n'aurait créé selon lui « aucun espoir ».

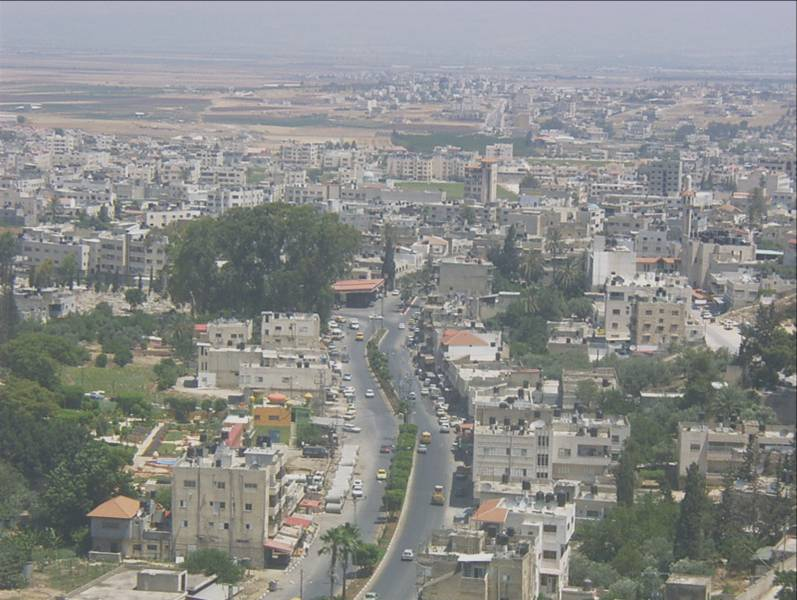
Vue de la ville de Jénine, 2010

Le 29 décembre 2011, Israël annule le pardon accordé à Zakaria Zubeidi sans en préciser la raison et il est à nouveau recherché. Parallèlement, son frère est arrêté par l'Autorité palestinienne. 
L’Autorité palestinienne le protège un temps, en l’hébergeant dans ses locaux à Jénine. Mais les relations qu’il entretient avec les autorités sont complexes, à tel point qu’en 2012 il est emprisonné pendant cinq mois par la Sécurité préventive, un service de sécurité palestinien, pour des soupçons de tentative d'assassinat de Kdora Musa, le gouverneur de Jénine. Il vit cette détention comme une « trahison » et se lance dans une grève de la faim. Il est libéré sous caution cinq mois plus tard.
Zakaria Zubeidi sera employé par la suite par le ministère de l’AP chargé des prisonniers. Il est élu en septembre 2016 au parlement interne du Fatah, le Conseil révolutionnaire. Il demeure une figure populaire auprès des Palestiniens mais fait peu parler de lui.

## Arrestation en 2019
En février 2019, avant d'avoir pu terminer sa thèse, il est arrêté par l'unité nationale israélienne de lutte contre le terrorisme dans son appartement à Ramallah, pour implication dans des « activités terroristes graves et courantes », selon le Shin Bet,. Il est accusé d’avoir commis deux attaques contre des bus transportant des colons israéliens en Cisjordanie entre novembre 2018 et janvier 2019.

## Évasion en 2021
Il s'échappe en septembre 2021 de la prison israélienne de haute sécurité de Gilboa avec cinq compagnons, par un tunnel creusé pendant des mois avec une petite cuillère. Leur évasion a déclenché une vaste chasse à l’homme en Israël ainsi qu’en Cisjordanie, et suscité une vague de fierté parmi les Palestiniens. Il est repris après cinq jours avec Mohammed Qassem Ardah, sans avoir pu gagner la Cisjordanie, dans un relais-routier près de la ville arabe de Shibli-Umm al-Ghanam (en) du Nord d'Israël, où il est maîtrisé au moment de sa fuite. Son évasion est saluée au-delà de la Cisjordanie et de la bande de Gaza. Des petites cuillères, instrument de l’évasion, sont brandies dans les manifestations de soutien aux évadés. Il est ensuite continuellement détenu à l’isolement.

### Libération en 2025
À la suite d'un accord de cessez-le-feu entre le Hamas et Israël pendant la guerre de Gaza, Zakaria al-Zubeidi est libéré de la prison d'Ofer le 30 janvier 2025 avec 110 autres prisonniers palestiniens en échange d'Israéliens capturés par le Hamas,. Il est accueilli en héros et porté en triomphe par la foule palestinienne à son arrivée à Ramallah,,,.

## Vie privée
Zakaria al-Zubeidi est marié et père de deux enfants : un garçon et une fille.